# Halcones de Cúcuta
Halcones de Cúcuta fue un club de baloncesto colombiano de la ciudad de Cúcuta, Norte de Santander. Participa en la Liga Colombiana de Baloncesto desde 2013. Su sede para los partidos como local es el Coliseo Toto Hernández.

## Historia
Después de la ausencia del club Cúcuta Norte en el actual torneo de Baloncesto Profesional Colombiano desde el 2011, Halcones de Cúcuta ha pasado a representar el departamento de Norte de Santander desde el 2013, durante su primera participación no logró obtener ninguna victoria, en cambio perdió los 14 juegos disputados en primera fase. En el segundo semestre tampoco lograría una buena actuación donde solo ganó un juego el 3 de septiembre ante Once Caldas 79 a 75 por la fecha 10 del torneo en su primera fase, convirtiéndose además en su primera en el torneo profesional luego de 23 juegos perdidos desde el primer semestre, finalmente perdería un total de 35 partidos de los 36 jugados quedando nuevamente último y eliminado en primera fase. 
Luego del primer semestre del 2014 en el que finalizaría último del grupo A con 26 puntos y a escasos 2 puntos de la clasificación a segunda fase Halcones decide prestar su ficha al Club Tayronas de Santa Marta por el segundo semestre de la Liga Profesional de Baloncesto 2014 debido a que el Coliseo Toto Hernández sería remodelado, en el acuerdo el club volverá a participar en el 2015 con la aprobación de la División Profesional de Baloncesto.
Se conoce que para el año 2016, el equipo volverá a jugar en la Liga Colombiana de Baloncesto teniendo como sede el Coliseo Toto Hernández. 
En su regreso a la Liga Colombiana de Baloncesto en el año 2016, el quinteto cucuteño hizo una aceptable presentación, con 14 victorias y 14 derrotas, sumando un total de 42 puntos y ubicándose quinto en la tabla general, quedando a solo un punto de los cuatro semifinalista.

## Participaciones en la Liga Colombiana
- Liga Colombiana de Baloncesto: 4 temporadas (2013-I, 2013-II, 2014-I y 2016-I)
- Mejor presentación:  11° lugar de 12 puestos(primera fase) 2014-I
- Peor presentación: 8° lugar (último puesto - primera fase) 2013-I